# Santa Maria degli Angeli (Mantua)

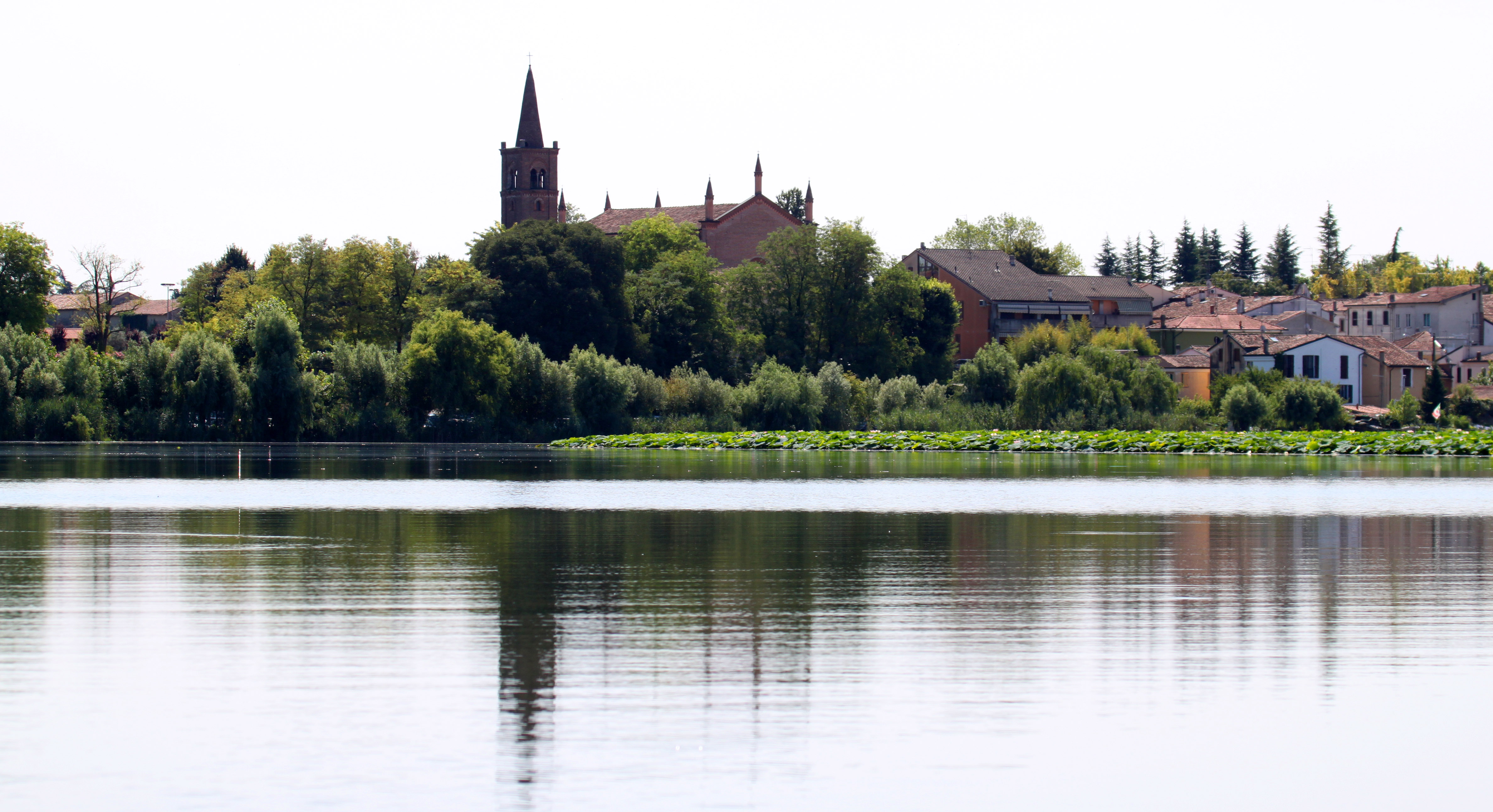
Der Borgo Angeli mit der Kirche Santa Maria degli Angeli

Santa Maria degli Angeli, auch Chiesa di San Lazzaro in Santa Maria degli Angeli, ist eine römisch-katholische Kirche in Mantua (Italien). Sie war die Ordenskirche des gleichnamigen, 1429 von Gianfrancesco I. Gonzaga gegründeten Konvents der Dominikaner, ging im 17. Jahrhundert in den Besitz der Franziskaner über und ist seit dem späten 18. Jahrhundert eine Gemeindekirche.

## Lage, Bau
Die Häusergruppe am Borgo Angeli, am Ufer des Lago Superiore gelegen, rund um die Kirche gebaut, hat bis heute weitgehend den Charakter eines antiken Fischerdorfes behalten.
Die Eingangsfront der Kirche an der Nordseite ist geprägt von einem mächtigen Spitzbogen-Portal und einem darüberliegende Rundfenster. Das Portal ist floral verziert. Die Fassade ist mit Zinnen versehen, die sich auf der rechten Seite bis zur Apsis fortsetzen, flankiert von einem markanten gezackten Glockenturm. Der Innenraum besteht aus drei Schiffen, Kreuzgewölben und Schlusssteinen, die eine Margerite (die heraldische Blume der Gonzagas), zwei Engel und ein Lamm darstellen. Weiterer Hinweis auf die früheren Herren ist das große Wappen der Gonzagas. Juwel der Kirche ist ein Tafelbild der Madonna degli Angeli, in dem sich gotischer Stil und der neue Geist der Renaissance verbinden, den Andrea Mantegna nach Mantua gebracht hatte. Es ist ein Werk des späten 15. Jahrhunderts, das Nicolò da Verona zugeschrieben wird. Die Via Crucis ist neueren Datums. Sie wurde von Aldo Bergonzoni (1899–1976) gestaltet, einem Künstler der Stadt.

## Geschichte
Gianfrancesco I. Gonzaga, der Markgraf von Mantua, und sein Sohn Ludovico III. Gonzaga gaben eine Reihe von Kirchen in Auftrag. Drei Töchter des Gianfrancesco gingen ins Kloster. 1429 begründete der Markgraf den Konvent der reformierten Dominikaner im damaligen Dorf Angeli, heute Castelnuovo Angeli, ein Stadtteil Mantuas. Einer der bedeutenden Kleriker des Klosters war der später selig gesprochene Matteo Carreri (1420–1470), der als Wanderprediger wirkte und in Vigevano starb. An ihn erinnert eine Gedenktafel in der cappella feriale. Das Kloster wurde 1652 aufgelöst.
Anschließend ließen sich die Franziskaner dort nieder und blieben dort bis zur Aufhebung des Klosters im Jahre 1769. Im Folgejahr wurde beschlossen, die Kirche zum Sitz der Gemeinde von San Lazzaro zu erheben, doch die Übertragung des Pfarrtitels dauerte bis 1798. Die ursprüngliche Pfarrkirche von San Lazzaro wurde 1796 aus wehrtechnischen Gründen abgerissen. Im Jahr 1901 zählte die Pfarrgemeinde 825 Bewohner.
Die Gemeinde zählte lange zum Vikariat von Cerese und wurde 1967 dem Stadtvikariat Santi Apostoli zugeordnet. Zuständiger Bischof ist der des Bistums Mantua.